# Региональный информационный портал
Региональный информационный портал (в некоторых источниках Региональный информационный сайт, или Городской сайт) — веб-сайт, выполняющий функцию соединения различной информации по территориальному принципу (в том числе Горизонтальный портал — ориентированный на одну территорию). Представляет собой разновидность Интернет-СМИ, средства массовой информации. Встречается практически во всех регионах России, зачастую самый популярный сайт в городе или регионе. Вокруг регионального портала, часто формируется Интернет-сообщество.

## Информационные рубрики региональных порталов

### Сведения о различных сферах жизни города
- новости
- аналитика
- путеводители
- справочники
- афиша

### Специализированные (профессиональные) рубрики
- работа
- авто
- недвижимость
- здоровье

### Элементы территориальной социальной сети
- форумы
- встроенные коммуникаторы по обмену текстовыми и мультимедийными сообщениями

## Разновидности региональных информационных порталов
Могут интегрировать доступ к информационным ресурсам предприятий.
Органы региональной власти, нередко предлагают пользователям Региональный портал государственных и муниципальных услуг
Многие региональные порталы объединены в сети, такие как RUgion и Хёрст Шкулёв Медиа